# Hylemera candida
Hylemera candida är en fjärilsart som beskrevs av Butler 1882. Hylemera candida ingår i släktet Hylemera och familjen mätare. Inga underarter finns listade i Catalogue of Life.